# Élections départementales de 2021 dans la Sarthe
Les élections départementales dans la Sarthe ont lieu les 20 et 27 juin 2021.

## Contexte départemental

### Assemblée départementale sortante
Avant les élections, le conseil départemental de la Sarthe est présidé par Dominique Le Mèner (DVD).
Il comprend 42 conseillers départementaux issus des 21 cantons de la Sarthe.
| Président du conseil départemental   |       |       |      |                                |
| Dominique Le Mèner (DVD)             |       |       |      |                                |
| Parti                                | Sigle | Sigle | Élus | Groupes                        |
| Majorité (26 sièges)                 |       |       |      |                                |
| Les Républicains                     |       | LR    | 13   | Majorité Départementale        |
| Divers droite                        |       | DVD   | 11   |                                |
| Union des démocrates et indépendants |       | UDI   | 1    |                                |
| Soyons libres                        |       | SL    | 1    |                                |
| Opposition (16 sièges)               |       |       |      |                                |
| Parti socialiste                     |       | PS    | 9    | Élus de gauche et républicains |
| Divers gauche                        |       | DVG   | 4    | Élus de gauche et républicains |
| Parti communiste français            |       | PCF   | 1    | Élus de gauche et républicains |
| Parti communiste français            |       | PCF   | 1    | L'Alternative                  |
| Écologiste                           |       | ÉCO   | 1    | L'Alternative                  |

## Système électoral
Les élections ont lieu au scrutin majoritaire binominal à deux tours. Le système est paritaire : les candidatures sont présentées sous la forme d'un binôme composé d'une femme et d'un homme avec leurs suppléants (une femme et un homme également).
Pour être élu au premier tour, un binôme doit obtenir la majorité absolue des suffrages exprimés et un nombre de suffrages au moins égal à 25 % des électeurs inscrits. Si aucun binôme n'est élu au premier tour, seuls peuvent se présenter au second tour les binômes qui ont obtenu un nombre de suffrages au moins égal à 12,5 % des électeurs inscrits, sans possibilité pour les binômes de fusionner. Est élu au second tour le binôme qui obtient le plus grand nombre de voix.

## Résultats à l'échelle du département

### Résultats par nuances
| Binômes                  | Binômes                             | Binômes                  | Premier tour | Premier tour | Premier tour | Second tour | Second tour | Second tour | Total | +/-           |  |
| Binômes                  | Binômes                             | Binômes                  | Voix         | %            | Sièges       | Voix        | %           | Sièges      | Total | +/-           |  |
| ------------------------ | ----------------------------------- | ------------------------ | ------------ | ------------ | ------------ | ----------- | ----------- | ----------- | ----- | ------------- |  |
|                          | Union au centre et à droite         | UCD                      | 21 300       | 18,57        | 0            | 31 556      | 27,64       | 14          | 14    | Nv.           |  |
|                          | Union à gauche avec des écologistes | UGE                      | 15 088       | 13,15        | 0            | 13 382      | 11,72       | 4           | 4     | Nv.           |  |
|                          | Rassemblement national              | RN                       | 14 617       | 12,74        | 0            | 5 945       | 5,21        | 0           | 0     | en stagnation |  |
|                          | Union à gauche                      | UG                       | 13 265       | 11,56        | 0            | 14 885      | 13,04       | 6           | 6     | en stagnation |  |
|                          | La République en marche             | REM                      | 10 971       | 9,56         | 0            |             |             |             | 0     | Nv.           |  |
|                          | Parti socialiste                    | SOC                      | 10 739       | 9,36         | 0            | 10 901      | 9,55        | 4           | 4     | 6             |  |
|                          | Union à droite                      | UD                       | 9 358        | 8,16         | 0            | 13 752      | 12,05       | 6           | 6     | 6             |  |
|                          | Les Républicains                    | LR                       | 7 071        | 6,16         | 0            | 9 426       | 8,26        | 4           | 4     | 10            |  |
|                          | Divers                              | DIV                      | 4 664        | 4,07         | 0            | 5 570       | 4,88        | 2           | 2     | Nv.           |  |
|                          | Divers droite                       | DVD                      | 4 644        | 4,05         | 0            | 4 988       | 4,37        | 2           | 2     | 4             |  |
|                          | Divers gauche                       | DVG                      | 1 719        | 1,50         | 0            | 2 432       | 2,13        | 0           | 0     | en stagnation |  |
|                          | Divers centre                       | DVC                      | 843          | 0,73         | 0            | 1 331       | 1,17        | 0           | 0     | Nv.           |  |
|                          | Droite souverainiste                | DSV                      | 296          | 0,26         | 0            |             |             |             | 0     | en stagnation |  |
|                          | Extrême gauche                      | EXG                      | 153          | 0,13         | 0            | 0           | Nv.         |             |       |               |  |
|                          |                                     |                          |              |              |              |             |             |             |       |               |  |
| Suffrages exprimés       | Suffrages exprimés                  | Suffrages exprimés       | 114 728      | 94,23        |              | 114 168     | 91,02       |             |       |               |  |
| Votes blancs             | Votes blancs                        | Votes blancs             | 5 362        | 4,40         | 8 596        | 6,85        |             |             |       |               |  |
| Votes nuls               | Votes nuls                          | Votes nuls               | 1 661        | 1,36         | 2 669        | 2,13        |             |             |       |               |  |
| Total                    | Total                               | Total                    | 121 751      | 100          | 0            | 125 433     | 100         | 42          | 42    | en stagnation |  |
| Abstentions              | Abstentions                         | Abstentions              | 287 134      | 70,22        |              | 283 514     | 69,33       |             |       |               |  |
| Inscrits / participation | Inscrits / participation            | Inscrits / participation | 408 885      | 29,78        | 408 947      | 30,67       |             |             |       |               |  |

### Assemblée départementale élue
| Président du conseil départemental   |       |       |      |                                |
| Dominique Le Mèner (DVD)             |       |       |      |                                |
| Parti                                | Sigle | Sigle | Élus | Groupes                        |
| Majorité (28 sièges)                 |       |       |      |                                |
| Divers droite                        |       | DVD   | 15   | Majorité Départementale        |
| Les Républicains                     |       | LR    | 11   |                                |
| Union des démocrates et indépendants |       | UDI   | 1    |                                |
| Soyons libres                        |       | SL    | 1    |                                |
| Opposition (14 sièges)               |       |       |      |                                |
| Parti socialiste                     |       | PS    | 7    | Élus de gauche et républicains |
| Divers gauche                        |       | DVG   | 2    | Élus de gauche et républicains |
| Parti communiste français            |       | PCF   | 1    | Élus de gauche et républicains |
| Parti communiste français            |       | PCF   | 1    | UNI.E.S                        |
| EÉlV                                 |       | ÉCO   | 1    | UNI.E.S                        |
| Écologiste                           |       | ÉCO   | 1    | UNI.E.S                        |
| Divers gauche                        |       | DVG   | 1    | UNI.E.S                        |

### Élus par canton
La droite confirme sa majorité en remportant le canton de Savigné-l'Évêque. La gauche perd par conséquent 2 élus et se maintient dans l'agglomération mancelle (6 cantons sur 7) et dans le canton de La Flèche.
| Canton             | Conseiller Sortant        | Parti | Parti | Conseiller élu            | Parti | Parti |
| ------------------ | ------------------------- | ----- | ----- | ------------------------- | ----- | ----- |
| Bonnétable         | Véronique Cantin          |       | DVD   | Véronique Cantin          |       | DVD   |
| Bonnétable         | Thierry Lemonnier         |       | DVD   | Thierry Lemonnier         |       | DVD   |
| Changé             | Dominique Aubin           |       | LR    | Isabelle Berthe           |       | DVD   |
| Changé             | Patrick Desmazières       |       | LR    | Patrick Desmazières       |       | LR    |
| Écommoy            | Marie-Pierre Brosset      |       | LR    | Marie-Pierre Brosset      |       | LR    |
| Écommoy            | Samuel Chevallier         |       | DVD   | Samuel Chevallier         |       | DVD   |
| La Ferté-Bernard   | Jean-Carles Grelier       |       | SL    | Jean-Carles Grelier       |       | SL    |
| La Ferté-Bernard   | Marie-Thérèse Leroux      |       | DVD   | Marie-Thérèse Leroux      |       | DVD   |
| La Flèche          | Laurent Hubert            |       | DVG   | Laurent Hubert            |       | DVG   |
| La Flèche          | Michèle Juguin-Laloyer    |       | PS    | Michèle Juguin-Laloyer    |       | PS    |
| Loué               | Fabien Lorne              |       | LR    | Joël Méténier             |       | LR    |
| Loué               | Catherine Paineau         |       | DVD   | Catherine Paineau         |       | DVD   |
| Le Lude            | François Boussard         |       | DVD   | François Boussard         |       | DVD   |
| Le Lude            | Brigitte Lecor            |       | DVD   | Brigitte Lecor            |       | DVD   |
| Mamers             | Frédéric Beauchef         |       | LR    | Frédéric Beauchef         |       | LR    |
| Mamers             | Monique Nicolas Liberge   |       | UDI   | Monique Nicolas Liberge   |       | UDI   |
| Le Mans-1          | Nelly Heuzé               |       | DVG   | Samuel Guy                |       | EÉLV  |
| Le Mans-1          | Claude Petit-Lassay       |       | PS    | Nelly Heuzé               |       | DVG   |
| Le Mans-2          | Mélina Elshoud            |       | PS    | Mélina Elshoud            |       | PS    |
| Le Mans-2          | Éric Marchand             |       | DVG   | Éric Marchand             |       | DVG   |
| Le Mans-3          | Véronique Rivron          |       | LR    | Véronique Rivron          |       | LR    |
| Le Mans-3          | Olivier Sasso             |       | LR    | Olivier Sasso             |       | LR    |
| Le Mans-4          | Lydia Hamonou-Boiroux     |       | PS    | Lydia Hamonou-Boiroux     |       | PS    |
| Le Mans-4          | Christophe Rouillon       |       | PS    | Christophe Rouillon       |       | PS    |
| Le Mans-5          | Yves Calippe              |       | PCF   | Blandine Affagard         |       | PS    |
| Le Mans-5          | Jacqueline Pedoya         |       | PS    | Yves Calippe              |       | PCF   |
| Le Mans-6          | Christophe Counil         |       | PS    | Christophe Counil         |       | PS    |
| Le Mans-6          | Isabelle Cozic-Guillaume  |       | PS    | Isabelle Cozic-Guillaume  |       | PS    |
| Le Mans-7          | Elen Debost               |       | ÉCO   | Elen Debost               |       | ÉCO   |
| Le Mans-7          | Gilles Leproust           |       | PCF   | Gilles Leproust           |       | PCF   |
| Montval-sur-Loir   | Béatrice Pavy-Morançais   |       | LR    | Galiène Cohu              |       | DVD   |
| Montval-sur-Loir   | Régis Vallienne           |       | LR    | Régis Vallienne           |       | LR    |
| Sablé-sur-Sarthe   | Daniel Chevalier          |       | LR    | Daniel Chevalier          |       | LR    |
| Sablé-sur-Sarthe   | Martine Crnkovic          |       | DVD   | Martine Crnkovic          |       | DVD   |
| Saint-Calais       | Dominique Le Mèner        |       | DVD   | Dominique Le Mèner        |       | DVD   |
| Saint-Calais       | Françoise Lelong          |       | DVD   | Françoise Lelong          |       | DVD   |
| Savigné-l'Évêque   | Patrice Vernhettes        |       | DVG   | Hélène Le Conte           |       | DVD   |
| Savigné-l'Évêque   | Isabelle Lemeunier        |       | PS    | Anthony Trifaut           |       | DVD   |
| Sillé-le-Guillaume | Gérard Galpin             |       | LR    | Gérard Galpin             |       | LR    |
| Sillé-le-Guillaume | Fabienne Labrette-Ménager |       | LR    | Fabienne Labrette-Ménager |       | LR    |
| La Suze-sur-Sarthe | Delphine Delahaye         |       | DVD   | Delphine Delahaye         |       | DVD   |
| La Suze-sur-Sarthe | Emmanuel Franco           |       | LR    | Emmanuel Franco           |       | LR    |

## Résultats par canton
Les binômes sont présentés par ordre décroissant des résultats au premier tour. En cas de victoire au second tour du binôme arrivé en deuxième place au premier, ses résultats sont indiqués en gras.

### Canton de Bonnétable
| Candidats                | Candidats                | Partis                   | Nuance                   | Premier tour | Premier tour | Second tour | Second tour |
| Candidats                | Candidats                | Partis                   | Nuance                   | Voix         | %            | Voix        | %           |
| ------------------------ | ------------------------ | ------------------------ | ------------------------ | ------------ | ------------ | ----------- | ----------- |
|                          | Véronique Cantin         | DVD                      | DVD                      | 3 568        | 53,79        | 4 988       | 74,37       |
|                          | Thierry Lemonnier        | DVD                      | DVD                      | 3 568        | 53,79        | 4 988       | 74,37       |
|                          | Fabienne Pautonnier      | PS                       | SOC                      | 1 183        | 17,84        | 1 719       | 25,63       |
|                          | Charles Zimmer           | PS                       | SOC                      | 1 183        | 17,84        | 1 719       | 25,63       |
|                          | Marie-Claude Deotto      | RN                       | RN                       | 1 078        | 16,25        |             |             |
|                          | Pierre Vaugarny          | RN                       | RN                       | 1 078        | 16,25        |             |             |
|                          | Catherine Renard         | LREM                     | REM                      | 804          | 12,12        |             |             |
|                          | Jean-François Yvon       | LREM                     | REM                      | 804          | 12,12        |             |             |
|                          |                          |                          |                          |              |              |             |             |
| Suffrages exprimés       | Suffrages exprimés       | Suffrages exprimés       | Suffrages exprimés       | 6 633        | 94,85        | 6 707       | 93,69       |
| Votes blancs             | Votes blancs             | Votes blancs             | Votes blancs             | 250          | 3,58         | 290         | 4,05        |
| Votes nuls               | Votes nuls               | Votes nuls               | Votes nuls               | 110          | 1,57         | 162         | 2,26        |
| Total                    | Total                    | Total                    | Total                    | 6 993        | 100          | 7 159       | 100         |
| Abstention               | Abstention               | Abstention               | Abstention               | 15 835       | 69,37        | 15 677      | 68,65       |
| Inscrits / participation | Inscrits / participation | Inscrits / participation | Inscrits / participation | 22 828       | 30,63        | 22 836      | 31,35       |

### Canton de Changé
| Candidats                | Candidats                | Partis                   | Nuance                   | Premier tour | Premier tour | Second tour | Second tour |
| Candidats                | Candidats                | Partis                   | Nuance                   | Voix         | %            | Voix        | %           |
| ------------------------ | ------------------------ | ------------------------ | ------------------------ | ------------ | ------------ | ----------- | ----------- |
|                          | Isabelle Berthe          | DVD                      | UCD                      | 2 333        | 36,68        | 3 934       | 57,30       |
|                          | Patrick Desmazières      | LR                       | UCD                      | 2 333        | 36,68        | 3 934       | 57,30       |
|                          | Erwan Cochet             | PCF                      | UGE                      | 1 614        | 25,37        | 2 932       | 42,70       |
|                          | Laurène Féry-Gosnet      | LFI                      | UGE                      | 1 614        | 25,37        | 2 932       | 42,70       |
|                          | Nathalie Morgant         | PS                       | UG                       | 1 355        | 21,30        |             |             |
|                          | Christian Poirier        | PS                       | UG                       | 1 355        | 21,30        |             |             |
|                          | Céline Baudouin          | LREM                     | REM                      | 1 059        | 16,65        |             |             |
|                          | Xavier Laviron           | LREM                     | REM                      | 1 059        | 16,65        |             |             |
|                          |                          |                          |                          |              |              |             |             |
| Suffrages exprimés       | Suffrages exprimés       | Suffrages exprimés       | Suffrages exprimés       | 6 361        | 94,03        | 6 866       | 93,98       |
| Votes blancs             | Votes blancs             | Votes blancs             | Votes blancs             | 280          | 4,14         | 274         | 3,75        |
| Votes nuls               | Votes nuls               | Votes nuls               | Votes nuls               | 124          | 1,83         | 166         | 2,27        |
| Total                    | Total                    | Total                    | Total                    | 6 765        | 100          | 7 306       | 100         |
| Abstention               | Abstention               | Abstention               | Abstention               | 16 644       | 71,10        | 16 104      | 68,79       |
| Inscrits / participation | Inscrits / participation | Inscrits / participation | Inscrits / participation | 23 409       | 28,90        | 23 410      | 31,21       |

### Canton d'Écommoy
| Candidats                | Candidats                | Partis                   | Nuance                   | Premier tour | Premier tour | Second tour | Second tour |
| Candidats                | Candidats                | Partis                   | Nuance                   | Voix         | %            | Voix        | %           |
| ------------------------ | ------------------------ | ------------------------ | ------------------------ | ------------ | ------------ | ----------- | ----------- |
|                          | Marie-Pierre Brosset     | LR                       | UCD                      | 1 967        | 33,40        | 3 366       | 58,05       |
|                          | Samuel Chevallier        | DVD                      | UCD                      | 1 967        | 33,40        | 3 366       | 58,05       |
|                          | Laurent Brémond          | PS                       | DVG                      | 1 191        | 20,22        | 2 432       | 41,95       |
|                          | Florence Février         | PS                       | DVG                      | 1 191        | 20,22        | 2 432       | 41,95       |
|                          | Élisabeth Charbonneau    | RN                       | RN                       | 1 180        | 20,03        |             |             |
|                          | Henri Hovasse            | RN                       | RN                       | 1 180        | 20,03        |             |             |
|                          | Didier Péan              | LREM                     | REM                      | 920          | 15,62        |             |             |
|                          | Adèle Soreau             | LREM                     | REM                      | 920          | 15,62        |             |             |
|                          | Dominique Leloup         | LFI                      | UGE                      | 632          | 10,73        |             |             |
|                          | Vincent Vaubaillon       | LFI                      | UGE                      | 632          | 10,73        |             |             |
|                          |                          |                          |                          |              |              |             |             |
| Suffrages exprimés       | Suffrages exprimés       | Suffrages exprimés       | Suffrages exprimés       | 5 890        | 95,18        | 5 798       | 91,99       |
| Votes blancs             | Votes blancs             | Votes blancs             | Votes blancs             | 194          | 3,14         | 307         | 4,87        |
| Votes nuls               | Votes nuls               | Votes nuls               | Votes nuls               | 104          | 1,68         | 198         | 3,14        |
| Total                    | Total                    | Total                    | Total                    | 6 188        | 100          | 6 303       | 100         |
| Abstention               | Abstention               | Abstention               | Abstention               | 15 979       | 72,08        | 15 867      | 71,57       |
| Inscrits / participation | Inscrits / participation | Inscrits / participation | Inscrits / participation | 22 167       | 27,92        | 22 170      | 28,43       |

### Canton de La Ferté-Bernard
| Candidats                | Candidats                | Partis                   | Nuance                   | Premier tour | Premier tour | Second tour | Second tour |
| Candidats                | Candidats                | Partis                   | Nuance                   | Voix         | %            | Voix        | %           |
| ------------------------ | ------------------------ | ------------------------ | ------------------------ | ------------ | ------------ | ----------- | ----------- |
|                          | Jean-Carles Grelier      | SL                       | UCD                      | 2 969        | 55,68        | 4 048       | 77,68       |
|                          | Marie-Thérèse Leroux     | DVD                      | UCD                      | 2 969        | 55,68        | 4 048       | 77,68       |
|                          | Anne-Marie Fouquet       | RN                       | RN                       | 1 010        | 18,94        | 1 163       | 22,32       |
|                          | Gilbert Zentar           | RN                       | RN                       | 1 010        | 18,94        | 1 163       | 22,32       |
|                          | François Blomme-Petton   | PS                       | SOC                      | 757          | 14,20        |             |             |
|                          | Catherine Bouthier       | PS                       | SOC                      | 757          | 14,20        |             |             |
|                          | Josiane Couallier        | LREM                     | REM                      | 596          | 11,18        |             |             |
|                          | Denis Sagnier            | LREM                     | REM                      | 596          | 11,18        |             |             |
|                          |                          |                          |                          |              |              |             |             |
| Suffrages exprimés       | Suffrages exprimés       | Suffrages exprimés       | Suffrages exprimés       | 5 332        | 95,42        | 5 211       | 92,20       |
| Votes blancs             | Votes blancs             | Votes blancs             | Votes blancs             | 178          | 3,19         | 317         | 5,61        |
| Votes nuls               | Votes nuls               | Votes nuls               | Votes nuls               | 78           | 1,40         | 124         | 2,19        |
| Total                    | Total                    | Total                    | Total                    | 5 588        | 100          | 5 652       | 100         |
| Abstention               | Abstention               | Abstention               | Abstention               | 12 745       | 69,52        | 12 684      | 69,18       |
| Inscrits / participation | Inscrits / participation | Inscrits / participation | Inscrits / participation | 18 333       | 30,48        | 18 336      | 30,82       |

### Canton de La Flèche
| Candidats                | Candidats                | Partis                   | Nuance                   | Premier tour | Premier tour | Second tour | Second tour |
| Candidats                | Candidats                | Partis                   | Nuance                   | Voix         | %            | Voix        | %           |
| ------------------------ | ------------------------ | ------------------------ | ------------------------ | ------------ | ------------ | ----------- | ----------- |
|                          | Laurent Hubert           | PS                       | UG                       | 1 725        | 31,94        | 2 885       | 52,45       |
|                          | Michèle Juguin-Laloyer   | DVG                      | UG                       | 1 725        | 31,94        | 2 885       | 52,45       |
|                          | Anne-Charlotte Aubel     | DVD                      | UCD                      | 1 398        | 25,88        | 2 615       | 47,55       |
|                          | Jérôme Prémartin         | LMR                      | UCD                      | 1 398        | 25,88        | 2 615       | 47,55       |
|                          | Alexis Ferron            | RN                       | RN                       | 932          | 17,26        |             |             |
|                          | Muriel Reuling           | RN                       | RN                       | 932          | 17,26        |             |             |
|                          | Hervé de Frémicourt      | LREM                     | REM                      | 688          | 12,74        |             |             |
|                          | Maryse Robert            | LREM                     | REM                      | 688          | 12,74        |             |             |
|                          | Sylvain Poirrier         | PCF                      | UGE                      | 658          | 12,18        |             |             |
|                          | Marylène Souchard        | EÉLV                     | UGE                      | 658          | 12,18        |             |             |
|                          |                          |                          |                          |              |              |             |             |
| Suffrages exprimés       | Suffrages exprimés       | Suffrages exprimés       | Suffrages exprimés       | 5 401        | 93,85        | 5 500       | 92,24       |
| Votes blancs             | Votes blancs             | Votes blancs             | Votes blancs             | 215          | 3,74         | 303         | 5,08        |
| Votes nuls               | Votes nuls               | Votes nuls               | Votes nuls               | 139          | 2,42         | 160         | 2,68        |
| Total                    | Total                    | Total                    | Total                    | 5 755        | 100          | 5 963       | 100         |
| Abstention               | Abstention               | Abstention               | Abstention               | 12 773       | 68,94        | 12 569      | 67,82       |
| Inscrits / participation | Inscrits / participation | Inscrits / participation | Inscrits / participation | 18 528       | 31,06        | 18 532      | 32,18       |

### Canton de Loué
| Candidats                | Candidats                | Partis                   | Nuance                   | Premier tour | Premier tour | Second tour | Second tour |
| Candidats                | Candidats                | Partis                   | Nuance                   | Voix         | %            | Voix        | %           |
| ------------------------ | ------------------------ | ------------------------ | ------------------------ | ------------ | ------------ | ----------- | ----------- |
|                          | Joël Méténier            | LR                       | UCD                      | 2 002        | 30,84        | 3 496       | 56,94       |
|                          | Catherine Paineau        | DVD                      | UCD                      | 2 002        | 30,84        | 3 496       | 56,94       |
|                          | Michel Briffault         | DVD                      | DIV                      | 1 180        | 18,18        | 2 644       | 43,06       |
|                          | Catherine Lemercier      | DVD                      | DIV                      | 1 180        | 18,18        | 2 644       | 43,06       |
|                          | Philippe Bougler         | RN                       | RN                       | 1 005        | 15,48        |             |             |
|                          | Mélinda Lemaitre         | RN                       | RN                       | 1 005        | 15,48        |             |             |
|                          | Romuald Martin           | PS                       | SOC                      | 914          | 14,08        |             |             |
|                          | Bernadette Pinedo        | PS                       | SOC                      | 914          | 14,08        |             |             |
|                          | Davy Appiano             | EÉLV                     | UGE                      | 845          | 13,02        |             |             |
|                          | Florence Gibert          | EÉLV                     | UGE                      | 845          | 13,02        |             |             |
|                          | Catherine Beautemps-Joly | LREM                     | DIV                      | 546          | 8,41         |             |             |
|                          | Franck Foulon            | LREM                     | DIV                      | 546          | 8,41         |             |             |
|                          |                          |                          |                          |              |              |             |             |
| Suffrages exprimés       | Suffrages exprimés       | Suffrages exprimés       | Suffrages exprimés       | 6 492        | 95,33        | 6 140       | 89,04       |
| Votes blancs             | Votes blancs             | Votes blancs             | Votes blancs             | 225          | 3,30         | 512         | 7,42        |
| Votes nuls               | Votes nuls               | Votes nuls               | Votes nuls               | 93           | 1,37         | 244         | 3,54        |
| Total                    | Total                    | Total                    | Total                    | 6 810        | 100          | 6 896       | 100         |
| Abstention               | Abstention               | Abstention               | Abstention               | 14 777       | 68,45        | 14 701      | 68,07       |
| Inscrits / participation | Inscrits / participation | Inscrits / participation | Inscrits / participation | 21 587       | 31,55        | 21 597      | 31,93       |

### Canton du Lude
| Candidats                | Candidats                | Partis                   | Nuance                   | Premier tour | Premier tour | Second tour | Second tour |
| Candidats                | Candidats                | Partis                   | Nuance                   | Voix         | %            | Voix        | %           |
| ------------------------ | ------------------------ | ------------------------ | ------------------------ | ------------ | ------------ | ----------- | ----------- |
|                          | François Boussard        | DVD                      | UCD                      | 2 523        | 41,43        | 4 267       | 75,11       |
|                          | Brigitte Lecor           | DVD                      | UCD                      | 2 523        | 41,43        | 4 267       | 75,11       |
|                          | Renélia Ourtou           | RN                       | RN                       | 1 195        | 19,62        | 1 414       | 24,89       |
|                          | Bruno Pinçon             | RN                       | RN                       | 1 195        | 19,62        | 1 414       | 24,89       |
|                          | Dominique Bonhommet      | LREM                     | REM                      | 699          | 11,48        |             |             |
|                          | Michel Pleynet           | LREM                     | REM                      | 699          | 11,48        |             |             |
|                          | Patricia Bouvier         | EÉLV                     | UGE                      | 662          | 10,87        |             |             |
|                          | Dominique Colombel       | PCF                      | UGE                      | 662          | 10,87        |             |             |
|                          | Fabrice Buzance          | DVG                      | DVG                      | 528          | 8,67         |             |             |
|                          | Mathilde Gaillat         | DVG                      | DVG                      | 528          | 8,67         |             |             |
|                          | Élisabeth Bourgeais      | PS                       | UG                       | 483          | 7,93         |             |             |
|                          | Dominique Groult         | DVG                      | UG                       | 483          | 7,93         |             |             |
|                          |                          |                          |                          |              |              |             |             |
| Suffrages exprimés       | Suffrages exprimés       | Suffrages exprimés       | Suffrages exprimés       | 6 090        | 95,11        | 5 681       | 88,01       |
| Votes blancs             | Votes blancs             | Votes blancs             | Votes blancs             | 205          | 3,20         | 524         | 8,12        |
| Votes nuls               | Votes nuls               | Votes nuls               | Votes nuls               | 108          | 1,69         | 250         | 3,87        |
| Total                    | Total                    | Total                    | Total                    | 6 403        | 100          | 6 455       | 100         |
| Abstention               | Abstention               | Abstention               | Abstention               | 15 381       | 70,61        | 15 326      | 70,36       |
| Inscrits / participation | Inscrits / participation | Inscrits / participation | Inscrits / participation | 21 784       | 29,39        | 21 781      | 29,64       |

### Canton de Mamers
| Candidats                | Candidats                | Partis                   | Nuance                   | Premier tour | Premier tour | Second tour | Second tour |
| Candidats                | Candidats                | Partis                   | Nuance                   | Voix         | %            | Voix        | %           |
| ------------------------ | ------------------------ | ------------------------ | ------------------------ | ------------ | ------------ | ----------- | ----------- |
|                          | Frédéric Beauchef        | LR                       | UD                       | 3 279        | 53,97        | 4 823       | 79,65       |
|                          | Monique Nicolas-Libergé  | UDI                      | UD                       | 3 279        | 53,97        | 4 823       | 79,65       |
|                          | Éric de Vilmarest        | RN                       | RN                       | 990          | 16,29        | 1 232       | 20,35       |
|                          | Suzanne Hovasse          | RN                       | RN                       | 990          | 16,29        | 1 232       | 20,35       |
|                          | Camille Hamonou          | PS                       | UG                       | 771          | 12,69        |             |             |
|                          | Frédéric Lunel           | PS                       | UG                       | 771          | 12,69        |             |             |
|                          | Sylvie Châble            | LC                       | REM                      | 740          | 15,18        |             |             |
|                          | Laurent Noë              | LREM                     | REM                      | 740          | 15,18        |             |             |
|                          | Cécile Bayle de Jessé    | DLF                      | DSV                      | 296          | 4,87         |             |             |
|                          | Stéphane Martini         | DLF                      | DSV                      | 296          | 4,87         |             |             |
|                          |                          |                          |                          |              |              |             |             |
| Suffrages exprimés       | Suffrages exprimés       | Suffrages exprimés       | Suffrages exprimés       | 6 076        | 94,73        | 6 055       | 91,11       |
| Votes blancs             | Votes blancs             | Votes blancs             | Votes blancs             | 224          | 3,49         | 441         | 6,64        |
| Votes nuls               | Votes nuls               | Votes nuls               | Votes nuls               | 114          | 1,78         | 150         | 2,26        |
| Total                    | Total                    | Total                    | Total                    | 6 414        | 100          | 6 646       | 100         |
| Abstention               | Abstention               | Abstention               | Abstention               | 13 416       | 67,66        | 13 179      | 66,48       |
| Inscrits / participation | Inscrits / participation | Inscrits / participation | Inscrits / participation | 19 830       | 32,34        | 19 825      | 33,52       |

### Canton du Mans-1
| Candidats                | Candidats                | Partis                   | Nuance                   | Premier tour | Premier tour | Second tour | Second tour |
| Candidats                | Candidats                | Partis                   | Nuance                   | Voix         | %            | Voix        | %           |
| ------------------------ | ------------------------ | ------------------------ | ------------------------ | ------------ | ------------ | ----------- | ----------- |
|                          | Samuel Guy               | EÉLV                     | UGE                      | 1 466        | 34,32        | 2 044       | 51,19       |
|                          | Nelly Heuzé              | DVG                      | UGE                      | 1 466        | 34,32        | 2 044       | 51,19       |
|                          | Charlotte Persant        | PS                       | SOC                      | 1 092        | 25,57        | 1 949       | 48,81       |
|                          | Claude Petit-Lassay      | PS                       | SOC                      | 1 092        | 25,57        | 1 949       | 48,81       |
|                          | Pascale Verdier          | DVD                      | UCD                      | 1 024        | 23,98        |             |             |
|                          | Édouard Vidis            | DVD                      | UCD                      | 1 024        | 23,98        |             |             |
|                          | Ludivine Labelle         | LREM                     | REM                      | 689          | 16,13        |             |             |
|                          | Jean-Marc Laffay         | LREM                     | REM                      | 689          | 16,13        |             |             |
|                          |                          |                          |                          |              |              |             |             |
| Suffrages exprimés       | Suffrages exprimés       | Suffrages exprimés       | Suffrages exprimés       | 4 271        | 91,01        | 3 993       | 80,96       |
| Votes blancs             | Votes blancs             | Votes blancs             | Votes blancs             | 411          | 8,76         | 910         | 18,45       |
| Votes nuls               | Votes nuls               | Votes nuls               | Votes nuls               | 11           | 0,23         | 29          | 0,59        |
| Total                    | Total                    | Total                    | Total                    | 4 693        | 100          | 4 932       | 100         |
| Abstention               | Abstention               | Abstention               | Abstention               | 10 527       | 69,17        | 10 290      | 67,60       |
| Inscrits / participation | Inscrits / participation | Inscrits / participation | Inscrits / participation | 15 220       | 30,83        | 15 222      | 32,40       |

### Canton du Mans-2
| Candidats                | Candidats                | Partis                   | Nuance                   | Premier tour | Premier tour | Second tour | Second tour |
| Candidats                | Candidats                | Partis                   | Nuance                   | Voix         | %            | Voix        | %           |
| ------------------------ | ------------------------ | ------------------------ | ------------------------ | ------------ | ------------ | ----------- | ----------- |
|                          | Mélina Elshoud           | PS                       | UG                       | 2 328        | 48,31        | 3 359       | 64,13       |
|                          | Éric Marchand            | DVG                      | UG                       | 2 328        | 48,31        | 3 359       | 64,13       |
|                          | Hortense Defrenne        | LR                       | LR                       | 996          | 20,67        | 1 879       | 35,87       |
|                          | Jean-Pierre Fabre        | LR                       | LR                       | 996          | 20,67        | 1 879       | 35,87       |
|                          | Philippe Dorise          | LREM                     | REM                      | 839          | 17,41        |             |             |
|                          | Mélanie Gauthier-Ulmann  | LREM                     | REM                      | 839          | 17,41        |             |             |
|                          | Lilian Gouriou           | EÉLV                     | UGE                      | 656          | 13,61        |             |             |
|                          | Myriam Hervouet          | EÉLV                     | UGE                      | 656          | 13,61        |             |             |
|                          |                          |                          |                          |              |              |             |             |
| Suffrages exprimés       | Suffrages exprimés       | Suffrages exprimés       | Suffrages exprimés       | 4 819        | 92,48        | 5 238       | 92,69       |
| Votes blancs             | Votes blancs             | Votes blancs             | Votes blancs             | 359          | 6,89         | 363         | 6,42        |
| Votes nuls               | Votes nuls               | Votes nuls               | Votes nuls               | 33           | 0,63         | 50          | 0,88        |
| Total                    | Total                    | Total                    | Total                    | 5 211        | 100          | 5 651       | 100         |
| Abstention               | Abstention               | Abstention               | Abstention               | 12 521       | 70,61        | 12 087      | 68,14       |
| Inscrits / participation | Inscrits / participation | Inscrits / participation | Inscrits / participation | 17 732       | 29,39        | 17 738      | 31,86       |

### Canton du Mans-3
| Candidats                | Candidats                | Partis                   | Nuance                   | Premier tour | Premier tour | Second tour | Second tour |
| Candidats                | Candidats                | Partis                   | Nuance                   | Voix         | %            | Voix        | %           |
| ------------------------ | ------------------------ | ------------------------ | ------------------------ | ------------ | ------------ | ----------- | ----------- |
|                          | Véronique Rivron         | LR                       | LR                       | 2 066        | 38,77        | 3 033       | 55,41       |
|                          | Olivier Sasso            | LR                       | LR                       | 2 066        | 38,77        | 3 033       | 55,41       |
|                          | Isabelle Sévère          | EÉLV                     | UGE                      | 1 232        | 23,12        | 2 441       | 44,59       |
|                          | Renaud Wagenaar          | EÉLV                     | UGE                      | 1 232        | 23,12        | 2 441       | 44,59       |
|                          | Christian Lacoste        | PS                       | UG                       | 1 168        | 21,92        |             |             |
|                          | Fabienne Lagarde         | PS                       | UG                       | 1 168        | 21,92        |             |             |
|                          | Nicolas Cloüet           | LREM                     | REM                      | 863          | 16,19        |             |             |
|                          | Céline Yvon              | LREM                     | REM                      | 863          | 16,19        |             |             |
|                          |                          |                          |                          |              |              |             |             |
| Suffrages exprimés       | Suffrages exprimés       | Suffrages exprimés       | Suffrages exprimés       | 5 329        | 92,23        | 5 474       | 91,68       |
| Votes blancs             | Votes blancs             | Votes blancs             | Votes blancs             | 449          | 7,77         | 497         | 8,32        |
| Votes nuls               | Votes nuls               | Votes nuls               | Votes nuls               | 0            | 0,00         | 0           | 0,00        |
| Total                    | Total                    | Total                    | Total                    | 5 778        | 100          | 5 971       | 100         |
| Abstention               | Abstention               | Abstention               | Abstention               | 12 523       | 68,43        | 12 333      | 67,38       |
| Inscrits / participation | Inscrits / participation | Inscrits / participation | Inscrits / participation | 18 301       | 31,57        | 18 304      | 32,62       |

### Canton du Mans-4
| Candidats                | Candidats                | Partis                   | Nuance                   | Premier tour | Premier tour | Second tour | Second tour |
| Candidats                | Candidats                | Partis                   | Nuance                   | Voix         | %            | Voix        | %           |
| ------------------------ | ------------------------ | ------------------------ | ------------------------ | ------------ | ------------ | ----------- | ----------- |
|                          | Lydia Hamonou-Boiroux    | PS                       | SOC                      | 2 861        | 49,23        | 4 138       | 69,41       |
|                          | Christophe Rouillon      | PS                       | SOC                      | 2 861        | 49,23        | 4 138       | 69,41       |
|                          | Bruno Corcy              | LR                       | UD                       | 1 116        | 19,20        | 1 824       | 30,59       |
|                          | Danielle Kouassi         | DVD                      | UD                       | 1 116        | 19,20        | 1 824       | 30,59       |
|                          | Philippe Kéravec         | PCF                      | UGE                      | 996          | 17,14        |             |             |
|                          | Florence Pain            | EÉLV                     | UGE                      | 996          | 17,14        |             |             |
|                          | Waltraud Esnée           | MoDem                    | REM                      | 838          | 14,42        |             |             |
|                          | Michel Viale             | LREM                     | REM                      | 838          | 14,42        |             |             |
|                          |                          |                          |                          |              |              |             |             |
| Suffrages exprimés       | Suffrages exprimés       | Suffrages exprimés       | Suffrages exprimés       | 5 811        | 92,03        | 5 962       | 90,84       |
| Votes blancs             | Votes blancs             | Votes blancs             | Votes blancs             | 468          | 7,41         | 555         | 8,46        |
| Votes nuls               | Votes nuls               | Votes nuls               | Votes nuls               | 35           | 0,55         | 46          | 0,70        |
| Total                    | Total                    | Total                    | Total                    | 6 314        | 100          | 6 563       | 100         |
| Abstention               | Abstention               | Abstention               | Abstention               | 14 527       | 69,70        | 14 282      | 68,52       |
| Inscrits / participation | Inscrits / participation | Inscrits / participation | Inscrits / participation | 20 841       | 30,30        | 20 845      | 31,48       |

### Canton du Mans-5
| Candidats                | Candidats                | Partis                   | Nuance                   | Premier tour | Premier tour | Second tour | Second tour |
| Candidats                | Candidats                | Partis                   | Nuance                   | Voix         | %            | Voix        | %           |
| ------------------------ | ------------------------ | ------------------------ | ------------------------ | ------------ | ------------ | ----------- | ----------- |
|                          | Blandine Affagard        | PS                       | UG                       | 733          | 29,19        | 1 206       | 56,54       |
|                          | Yves Calippe             | PCF                      | UG                       | 733          | 29,19        | 1 206       | 56,54       |
|                          | Ouafa Le Boterff         | LFI                      | UGE                      | 528          | 21,03        | 927         | 43,46       |
|                          | Matthias Tavel           | LFI                      | UGE                      | 528          | 21,03        | 927         | 43,46       |
|                          | Aouatef Braber           | LREM                     | REM                      | 465          | 18,52        |             |             |
|                          | Gilles Guerchet          | LREM                     | REM                      | 465          | 18,52        |             |             |
|                          | Jean-Claude Barlemont    | RN                       | RN                       | 435          | 17,32        |             |             |
|                          | Marie Dubois             | RN                       | RN                       | 435          | 17,32        |             |             |
|                          | Emmanuel Bilquez         | LR                       | LR                       | 350          | 13,94        |             |             |
|                          | Maureen Hernadez         | LR                       | LR                       | 350          | 13,94        |             |             |
|                          |                          |                          |                          |              |              |             |             |
| Suffrages exprimés       | Suffrages exprimés       | Suffrages exprimés       | Suffrages exprimés       | 2 511        | 91,78        | 2 133       | 77,65       |
| Votes blancs             | Votes blancs             | Votes blancs             | Votes blancs             | 225          | 8,22         | 614         | 22,35       |
| Votes nuls               | Votes nuls               | Votes nuls               | Votes nuls               | 0            | 0,00         | 0           | 0,00        |
| Total                    | Total                    | Total                    | Total                    | 2 736        | 100          | 2 747       | 100         |
| Abstention               | Abstention               | Abstention               | Abstention               | 9 808        | 78,19        | 9 798       | 78,10       |
| Inscrits / participation | Inscrits / participation | Inscrits / participation | Inscrits / participation | 12 544       | 21,81        | 12 545      | 21,90       |

### Canton du Mans-6
| Candidats                | Candidats                   | Partis                   | Nuance                   | Premier tour | Premier tour | Second tour | Second tour |
| Candidats                | Candidats                   | Partis                   | Nuance                   | Voix         | %            | Voix        | %           |
| ------------------------ | --------------------------- | ------------------------ | ------------------------ | ------------ | ------------ | ----------- | ----------- |
|                          | Christophe Counil           | PS                       | SOC                      | 2 024        | 47,17        | 3 095       | 75,25       |
|                          | Isabelle Cozic-Guillaume    | PS                       | SOC                      | 2 024        | 47,17        | 3 095       | 75,25       |
|                          | Fabienne Chaize             | RN                       | RN                       | 716          | 16,69        | 1 018       | 24,75       |
|                          | Emmanuel Dubois             | RN                       | RN                       | 716          | 16,69        | 1 018       | 24,75       |
|                          | Nathalie Archain-Haudebourg | LFI                      | UGE                      | 597          | 13,91        |             |             |
|                          | Pascal Poirrier             | DVG                      | UGE                      | 597          | 13,91        |             |             |
|                          | Océane Brunelot             | LR                       | LR                       | 462          | 10,77        |             |             |
|                          | Clément Coulon              | LR                       | LR                       | 462          | 10,77        |             |             |
|                          | Chantal Choupay             | LREM                     | REM                      | 339          | 7,90         |             |             |
|                          | Lambert Nyonzima            | LREM                     | REM                      | 339          | 7,90         |             |             |
|                          | Sylvia Boumard              | POID                     | EXG                      | 153          | 3,57         |             |             |
|                          | Serge Jover                 | POID                     | EXG                      | 153          | 3,57         |             |             |
|                          |                             |                          |                          |              |              |             |             |
| Suffrages exprimés       | Suffrages exprimés          | Suffrages exprimés       | Suffrages exprimés       | 4 291        | 93,69        | 4 113       | 88,76       |
| Votes blancs             | Votes blancs                | Votes blancs             | Votes blancs             | 271          | 5,92         | 481         | 10,38       |
| Votes nuls               | Votes nuls                  | Votes nuls               | Votes nuls               | 18           | 0,39         | 40          | 0,86        |
| Total                    | Total                       | Total                    | Total                    | 4 580        | 100          | 4 634       | 100         |
| Abstention               | Abstention                  | Abstention               | Abstention               | 14 067       | 75,44        | 14 016      | 75,15       |
| Inscrits / participation | Inscrits / participation    | Inscrits / participation | Inscrits / participation | 18 647       | 24,56        | 18 650      | 24,85       |

### Canton du Mans-7
| Candidats                | Candidats                | Partis                   | Nuance                   | Premier tour | Premier tour | Second tour | Second tour |
| Candidats                | Candidats                | Partis                   | Nuance                   | Voix         | %            | Voix        | %           |
| ------------------------ | ------------------------ | ------------------------ | ------------------------ | ------------ | ------------ | ----------- | ----------- |
|                          | Elen Debost              | ÉCO                      | UGE                      | 1 890        | 41,65        | 2 821       | 59,10       |
|                          | Gilles Leproust          | PCF                      | UGE                      | 1 890        | 41,65        | 2 821       | 59,10       |
|                          | Pierre-Adrien Frère      | LR                       | UCD                      | 1 290        | 28,43        | 1 952       | 40,90       |
|                          | Séverine Lanau           | DVD                      | UCD                      | 1 290        | 28,43        | 1 952       | 40,90       |
|                          | Nordine Arik             | PS                       | SOC                      | 1 007        | 22,19        |             |             |
|                          | Sylvie Tolmont           | PS                       | SOC                      | 1 007        | 22,19        |             |             |
|                          | Clarisse Bruant          | LREM                     | DIV                      | 351          | 7,73         |             |             |
|                          | Antoine Katzantonis      | LREM                     | DIV                      | 351          | 7,73         |             |             |
|                          |                          |                          |                          |              |              |             |             |
| Suffrages exprimés       | Suffrages exprimés       | Suffrages exprimés       | Suffrages exprimés       | 4 538        | 92,42        | 4 773       | 92,07       |
| Votes blancs             | Votes blancs             | Votes blancs             | Votes blancs             | 289          | 5,89         | 344         | 6,64        |
| Votes nuls               | Votes nuls               | Votes nuls               | Votes nuls               | 83           | 1,69         | 67          | 1,29        |
| Total                    | Total                    | Total                    | Total                    | 4 910        | 100          | 5 184       | 100         |
| Abstention               | Abstention               | Abstention               | Abstention               | 12 531       | 71,85        | 12 264      | 70,29       |
| Inscrits / participation | Inscrits / participation | Inscrits / participation | Inscrits / participation | 17 441       | 28,15        | 17 448      | 29,71       |

### Canton de Montval-sur-Loir
| Candidats                | Candidats                 | Partis                   | Nuance                   | Premier tour | Premier tour | Second tour | Second tour |
| Candidats                | Candidats                 | Partis                   | Nuance                   | Voix         | %            | Voix        | %           |
| ------------------------ | ------------------------- | ------------------------ | ------------------------ | ------------ | ------------ | ----------- | ----------- |
|                          | Galiène Cohu              | DVD                      | UCD                      | 2 009        | 37,00        | 3 052       | 56,55       |
|                          | Régis Vallienne           | LR                       | UCD                      | 2 009        | 37,00        | 3 052       | 56,55       |
|                          | Pascal Dupuis             | PS                       | UG                       | 1 477        | 27,21        | 2 345       | 43,45       |
|                          | Christine Tafforeau-Hardy | PS                       | UG                       | 1 477        | 27,21        | 2 345       | 43,45       |
|                          | Raymond de Malherbe       | RN                       | RN                       | 1 088        | 20,04        |             |             |
|                          | Marie Genevrey            | RN                       | RN                       | 1 088        | 20,04        |             |             |
|                          | Françoise Ferron          | PCF                      | UGE                      | 503          | 9,27         |             |             |
|                          | Joël Nogues               | LFI                      | UGE                      | 503          | 9,27         |             |             |
|                          | Richard Dervellois        | LREM                     | REM                      | 352          | 6,48         |             |             |
|                          | Sandrine Guimard          | LREM                     | REM                      | 352          | 6,48         |             |             |
|                          |                           |                          |                          |              |              |             |             |
| Suffrages exprimés       | Suffrages exprimés        | Suffrages exprimés       | Suffrages exprimés       | 5 429        | 95,25        | 5 397       | 92,75       |
| Votes blancs             | Votes blancs              | Votes blancs             | Votes blancs             | 181          | 3,18         | 267         | 4,59        |
| Votes nuls               | Votes nuls                | Votes nuls               | Votes nuls               | 90           | 1,58         | 155         | 2,66        |
| Total                    | Total                     | Total                    | Total                    | 5 700        | 100          | 5 819       | 100         |
| Abstention               | Abstention                | Abstention               | Abstention               | 12 329       | 68,38        | 12 210      | 67,72       |
| Inscrits / participation | Inscrits / participation  | Inscrits / participation | Inscrits / participation | 18 029       | 31,62        | 18 029      | 32,28       |

### Canton de Sablé-sur-Sarthe
| Candidats                | Candidats                | Partis                   | Nuance                   | Premier tour | Premier tour | Second tour | Second tour |
| Candidats                | Candidats                | Partis                   | Nuance                   | Voix         | %            | Voix        | %           |
| ------------------------ | ------------------------ | ------------------------ | ------------------------ | ------------ | ------------ | ----------- | ----------- |
|                          | Daniel Chevalier         | LR                       | UD                       | 2 711        | 53,86        | 3 496       | 72,43       |
|                          | Martine Crnkovic         | DVD                      | UD                       | 2 711        | 53,86        | 3 496       | 72,43       |
|                          | Murielle David           | LREM                     | DVC                      | 843          | 16,75        | 1 331       | 27,57       |
|                          | Frédéric Jugnet          | LREM                     | DVC                      | 843          | 16,75        | 1 331       | 27,57       |
|                          | Bernadette Flament       | PCF                      | UGE                      | 745          | 14,80        |             |             |
|                          | Rémi Mareau              | LFI                      | UGE                      | 745          | 14,80        |             |             |
|                          | Véronique de Subercasaux | RN                       | RN                       | 734          | 14,58        |             |             |
|                          | Louis Virfollet          | RN                       | RN                       | 734          | 14,58        |             |             |
|                          |                          |                          |                          |              |              |             |             |
| Suffrages exprimés       | Suffrages exprimés       | Suffrages exprimés       | Suffrages exprimés       | 5 033        | 95,47        | 4 827       | 90,24       |
| Votes blancs             | Votes blancs             | Votes blancs             | Votes blancs             | 156          | 2,96         | 349         | 6,52        |
| Votes nuls               | Votes nuls               | Votes nuls               | Votes nuls               | 83           | 1,57         | 173         | 3,23        |
| Total                    | Total                    | Total                    | Total                    | 5 272        | 100          | 5 349       | 100         |
| Abstention               | Abstention               | Abstention               | Abstention               | 14 506       | 73,34        | 14 431      | 72,96       |
| Inscrits / participation | Inscrits / participation | Inscrits / participation | Inscrits / participation | 19 778       | 26,66        | 19 780      | 27,04       |

### Canton de Saint-Calais
| Candidats                | Candidats                | Partis                   | Nuance                   | Premier tour | Premier tour | Second tour | Second tour |
| Candidats                | Candidats                | Partis                   | Nuance                   | Voix         | %            | Voix        | %           |
| ------------------------ | ------------------------ | ------------------------ | ------------------------ | ------------ | ------------ | ----------- | ----------- |
|                          | Dominique Le Mèner       | DVD                      | UCD                      | 3 785        | 60,76        | 4 826       | 81,19       |
|                          | Françoise Lelong         | DVD                      | UCD                      | 3 785        | 60,76        | 4 826       | 81,19       |
|                          | Bernadette Coudrain      | RN                       | RN                       | 1 005        | 16,13        | 1 118       | 18,81       |
|                          | Arnaud Filoche           | RN                       | RN                       | 1 005        | 16,13        | 1 118       | 18,81       |
|                          | Muriel Cabaret           | PS                       | SOC                      | 901          | 14,46        |             |             |
|                          | Jean-Marie Janvier       | PS                       | SOC                      | 901          | 14,46        |             |             |
|                          | Dominique Couaillier     | LREM                     | REM                      | 538          | 8,64         |             |             |
|                          | Roselyne Mercier         | LREM                     | REM                      | 538          | 8,64         |             |             |
|                          |                          |                          |                          |              |              |             |             |
| Suffrages exprimés       | Suffrages exprimés       | Suffrages exprimés       | Suffrages exprimés       | 6 229        | 95,26        | 5 944       | 92,14       |
| Votes blancs             | Votes blancs             | Votes blancs             | Votes blancs             | 186          | 2,84         | 349         | 5,41        |
| Votes nuls               | Votes nuls               | Votes nuls               | Votes nuls               | 124          | 1,90         | 158         | 2,45        |
| Total                    | Total                    | Total                    | Total                    | 6 539        | 100          | 6 451       | 100         |
| Abstention               | Abstention               | Abstention               | Abstention               | 13 430       | 67,25        | 13 520      | 67,70       |
| Inscrits / participation | Inscrits / participation | Inscrits / participation | Inscrits / participation | 19 969       | 32,75        | 19 971      | 32,30       |

### Canton de Savigné-l'Évêque
| Candidats                | Candidats                | Partis                   | Nuance                   | Premier tour | Premier tour | Second tour | Second tour |
| Candidats                | Candidats                | Partis                   | Nuance                   | Voix         | %            | Voix        | %           |
| ------------------------ | ------------------------ | ------------------------ | ------------------------ | ------------ | ------------ | ----------- | ----------- |
|                          | Hélène Le Conte          | DVD                      | DIV                      | 1 837        | 36,75        | 2 926       | 54,33       |
|                          | Anthony Trifaut          | DVD                      | DIV                      | 1 837        | 36,75        | 2 926       | 54,33       |
|                          | Isabelle Lemeunier       | PS                       | UG                       | 1 804        | 36,09        | 2 460       | 45,67       |
|                          | Patrice Vernhettes       | PS                       | UG                       | 1 804        | 36,09        | 2 460       | 45,67       |
|                          | Virginie Blanc           | RN                       | RN                       | 816          | 16,32        |             |             |
|                          | Marc Cordier             | RN                       | RN                       | 816          | 16,32        |             |             |
|                          | Virginie Barbier         | LREM                     | REM                      | 542          | 10,84        |             |             |
|                          | Gilbert Paillette        | LREM                     | REM                      | 542          | 10,84        |             |             |
|                          |                          |                          |                          |              |              |             |             |
| Suffrages exprimés       | Suffrages exprimés       | Suffrages exprimés       | Suffrages exprimés       | 4 999        | 95,49        | 5 386       | 93,93       |
| Votes blancs             | Votes blancs             | Votes blancs             | Votes blancs             | 140          | 2,67         | 211         | 3,68        |
| Votes nuls               | Votes nuls               | Votes nuls               | Votes nuls               | 96           | 1,83         | 137         | 2,39        |
| Total                    | Total                    | Total                    | Total                    | 5 235        | 100          | 5 734       | 100         |
| Abstention               | Abstention               | Abstention               | Abstention               | 12 802       | 70,98        | 12 304      | 68,21       |
| Inscrits / participation | Inscrits / participation | Inscrits / participation | Inscrits / participation | 18 037       | 29,02        | 18 038      | 31,79       |

### Canton de Sillé-le-Guillaume
| Candidats                | Candidats                 | Partis                   | Nuance                   | Premier tour | Premier tour | Second tour | Second tour |
| Candidats                | Candidats                 | Partis                   | Nuance                   | Voix         | %            | Voix        | %           |
| ------------------------ | ------------------------- | ------------------------ | ------------------------ | ------------ | ------------ | ----------- | ----------- |
|                          | Gérard Galpin             | LR                       | LR                       | 3 197        | 44,03        | 4 514       | 63,19       |
|                          | Fabienne Labrette-Ménager | LR                       | LR                       | 3 197        | 44,03        | 4 514       | 63,19       |
|                          | Dylan Benaud              | PS                       | UG                       | 1 421        | 19,57        | 2 630       | 36,81       |
|                          | Léa Duval                 | PS                       | UG                       | 1 421        | 19,57        | 2 630       | 36,81       |
|                          | Thibaud Bouthier          | RN                       | RN                       | 1 281        | 17,64        |             |             |
|                          | Edwige Picouleau          | RN                       | RN                       | 1 281        | 17,64        |             |             |
|                          | Stéphanie Grafte-Faure    | LREM                     | DIV                      | 750          | 10,33        |             |             |
|                          | Patrick Olivier           | LREM                     | DIV                      | 750          | 10,33        |             |             |
|                          | Nathalie Buchot           | EÉLV                     | UGE                      | 612          | 8,43         |             |             |
|                          | Daniel Denos              | DVG                      | UGE                      | 612          | 8,43         |             |             |
|                          |                           |                          |                          |              |              |             |             |
| Suffrages exprimés       | Suffrages exprimés        | Suffrages exprimés       | Suffrages exprimés       | 7 261        | 95,96        | 7 144       | 93,12       |
| Votes blancs             | Votes blancs              | Votes blancs             | Votes blancs             | 194          | 2,56         | 325         | 4,24        |
| Votes nuls               | Votes nuls                | Votes nuls               | Votes nuls               | 112          | 1,48         | 203         | 2,65        |
| Total                    | Total                     | Total                    | Total                    | 7 567        | 100          | 7 672       | 100         |
| Abstention               | Abstention                | Abstention               | Abstention               | 14 917       | 66,34        | 14 818      | 65,89       |
| Inscrits / participation | Inscrits / participation  | Inscrits / participation | Inscrits / participation | 22 484       | 33,66        | 22 490      | 34,11       |

### Canton de La Suze-sur-Sarthe
| Candidats                | Candidats                | Partis                   | Nuance                   | Premier tour | Premier tour | Second tour | Second tour |
| Candidats                | Candidats                | Partis                   | Nuance                   | Voix         | %            | Voix        | %           |
| ------------------------ | ------------------------ | ------------------------ | ------------------------ | ------------ | ------------ | ----------- | ----------- |
|                          | Delphine Delahaye        | DVD                      | UD                       | 2 252        | 37,96        | 3 609       | 61,95       |
|                          | Emmanuel Franco          | LR                       | UD                       | 2 252        | 37,96        | 3 609       | 61,95       |
|                          | Joëlle Brunet            | DVG                      | UGE                      | 1 452        | 24,48        | 2 217       | 38,05       |
|                          | Luc-Marie Faburel        | LFI                      | UGE                      | 1 452        | 24,48        | 2 217       | 38,05       |
|                          | Denis Chérau             | RN                       | RN                       | 1 152        | 19,42        |             |             |
|                          | Catherine Trahtenbroit   | RN                       | RN                       | 1 152        | 19,42        |             |             |
|                          | Jean-Pierre Fournier     | LREM                     | DVD                      | 1 076        | 18,14        |             |             |
|                          | Sonia Trémoureux         | LREM                     | DVD                      | 1 076        | 18,14        |             |             |
|                          |                          |                          |                          |              |              |             |             |
| Suffrages exprimés       | Suffrages exprimés       | Suffrages exprimés       | Suffrages exprimés       | 5 932        | 94,16        | 5 826       | 91,81       |
| Votes blancs             | Votes blancs             | Votes blancs             | Votes blancs             | 262          | 4,16         | 363         | 5,72        |
| Votes nuls               | Votes nuls               | Votes nuls               | Votes nuls               | 106          | 1,68         | 157         | 2,47        |
| Total                    | Total                    | Total                    | Total                    | 6 300        | 100          | 6 346       | 100         |
| Abstention               | Abstention               | Abstention               | Abstention               | 15 096       | 70,56        | 15 054      | 70,35       |
| Inscrits / participation | Inscrits / participation | Inscrits / participation | Inscrits / participation | 21 396       | 29,44        | 21 400      | 26,65       |